# Xerophaeus espoir
Xerophaeus espoir är en spindelart som beskrevs av Norman I. Platnick 1981. Xerophaeus espoir ingår i släktet Xerophaeus och familjen plattbuksspindlar.
Artens utbredningsområde är Seychellerna. Inga underarter finns listade i Catalogue of Life.